# Den botaniske have i Łódź
Jakub Mowszowicz botaniske have i Łódź (polsk Łódzki Ogród Botaniczny imienia Jakuba Mowszowicza) ligger ved Krzemieniecka-gaden 36/38 i bydelen Polesie. Haven blev åbnet den 20. juli 1973 og er med sine 63 hektar Polens største botaniske have. En egen del af haven udgøres af det berømte Palmehus i Park Źródliska.
Projektet for oprettelsen af den botaniske have blev udarbejdet i 1930'erne af Stefan Rogowicz, som var direktør i Plantacje Miejskie ("Byplantagerne"). Den 19. september 1946 blev et område på 1,3 hektar overgivet Den botaniske have efter initiativ fra professorerne Jan Muszyński og Jakub Mowszowicz. På dette område opstod Haven for helseplanter. I 1967 begyndte anlægningen af hele haven efter tegninger af ingeniøren Henryk Tomaszewski.
I dag befinder der sig over 3500 planter i haven. De er udstillet i ni tematiske afdelinger:
- Polsk flora
- Den japanske have
- Grønne planters systematik
- Stenhaven
- Arboretum
- Dekorationsplanter
- Helse- og industriplanter
- Planters biologi
- Parkplanter